# Dolenje Sušice
Dolenje Sušice (deutsch Unterschützen, Untersuschitz, auch Unterschusitz)  ist eine Siedlung in der slowenischen Gemeinde Dolenjske Toplice im Südosten des Landes. Die Gegend ist Teil der historischen Region Unterkrain und gehört heute zur Region Jugovzhodna Slovenija (Südost-Slowenien). 
Der Ort liegt am westlichen Ufer der Sušica östlich von Podturn und südöstlich vom gleichnamigen Hauptort der Gemeinde Dolenjske Toplice.

## Persönlichkeiten
- Kulovec, Franc Saleški (1884–1941), geb. in Dolenje Sušice, kath. Theologe und Politiker[3][4][5]